# Іспанська булочка
Іспанська булочка (нім. Spanisch Brötli, також Spanisch Brödli, Spanischbrötli або Spanischbrödli) — фірмова випічка швейцарського Бадена. Складається з двох квадратиків листкового тіста та начинки з абрикосового джему та фундуку між ними. Зверху на тесті робиться надріз у формі літери «X» (хрест), що дозволяє виходити гарячому повітрю під час випікання.

## Історія

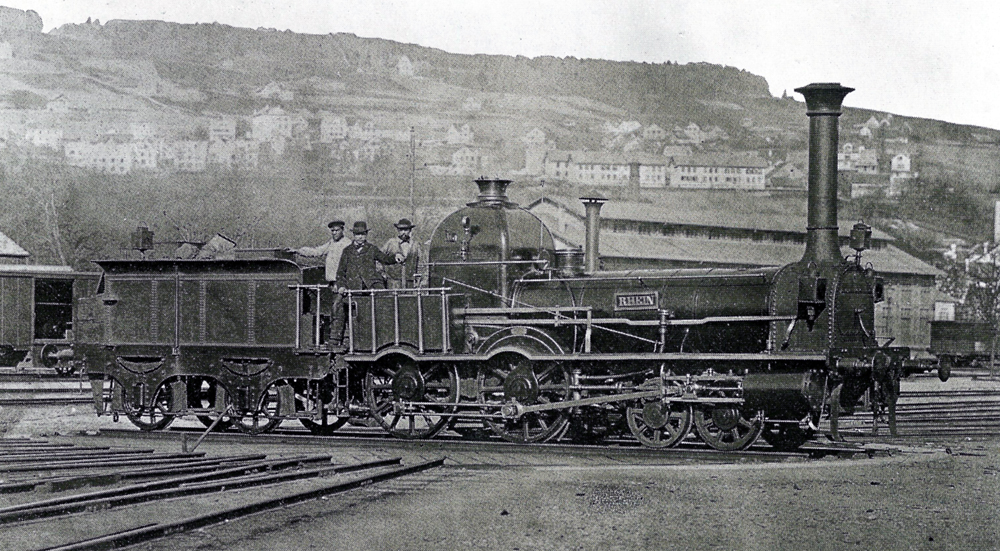
Локомотив на «Дорозі іспанських булочок», 1867

Іспанські булочки вперше згадуються в книзі Семюеля Хоттінгера 1701 про місто і купальні Бадена.
Іспанські булочки прийшли з Міланського герцогства, що перебувало під владою Іспанії, до Бадену через південну Німеччину в XVI столітті, вони здобули популярність у 1714 році під час Баденського мирного конгресу з питань підсумків війни за іспанську спадщину.
«Брьотлі» були дуже популярні серед багатих жителів Цюріха, але в Цюріху продаж цих ласощів був заборонений, тому слугам доводилося за ніч долати пішки 25 км до Бадена, щоб купити булочки рано-вранці і доставити їх назад до сніданку.
У 1847 році була відкрита Швейцарська Північна залізниця, що з'єднала Цюріх та Баден. Це дозволило доставляти іспанські булочки до Цюріха у великій кількості всього за 45 хвилин, внаслідок чого з того часу ця лінія стала неофіційно називатися «Дорогою іспанських булочок» (Spanisch-Brötli-Bahn).
У ХХ столітті ця випічка вийшла з моди та була майже забута, поки місцеві пекарні не відродили рецепт у 2007 році, створивши кілька нових варіантів. Ці кондитерські вироби почали продавати під торговою маркою Spanischbrödli.